# Universal Software Radio Peripheral

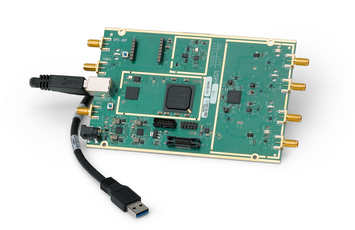
Radio logicielle Ettus USRP B210 (carte uniquement)

L'Universal Software Radio Peripheral ou Périphérique universel de radio logicielle (USRP) est une carte électronique qui communique avec l'ordinateur par une connexion USB ou Ethernet haute-vitesse pour interagir avec un logiciel de radio. 
Elle a été développée par une équipe dirigée par Matt Ettus.

## Description
La carte comporte quatre convertisseurs analogique-numérique haute vitesse, quatre convertisseurs numérique-analogique haute-vitesse, un FPGA et quelques composants glue logic.
L'USRP est conçu pour fournir un matériel relativement peu coûteux afin de permettre un développement facile d'application radio. L'USRP a un design ouvert, les schémas ainsi que les pilotes sont disponibles sur internet. Il a été intégré dans le logiciel GNU Radio. La carte est aisément modifiable pour permettre la réalisation de cartes filles répondant à des besoins spécifiques (connectique, fréquences radio, etc.).

## Contexte
Dès les années 1990, les radioamateurs ont utilisé la carte son de leur ordinateur pour entrer/sortir, à moindre frais, des signaux entre leur ordinateur et leur radio.  L'ordinateur traitant la modulation/démodulation du signal. La bande passante était limitée par les possibilités de la carte son et la puissance de calcul des ordinateurs. En 2010-2012, grâce à Erik Fry et Osmocom, les clés USB TNT/DAB comportant le composant RTL2832U de Realtek permirent la captation avec une large bande passante (de l'ordre du MHz), d'une vaste gamme de fréquences (du genre 50 MHz-2 GHz) à un coût dérisoire.